# Mini Estadi
Il Mini Estadi è stato uno stadio di Barcellona, in Spagna, di proprietà del Futbol Club Barcelona.
Inaugurato il 23 settembre 1982, aveva una capienza di 15 276 posti ed ospitava le partite casalinghe del Barcellona B, squadra calcistica delle riserve del club catalano, e di tutte le altre sezioni giovanili, nonché della nazionale andorrana di calcio. Fu demolito nel 2019 per fare spazio al nuovo Stadio Johan Cruijff.

## Storia

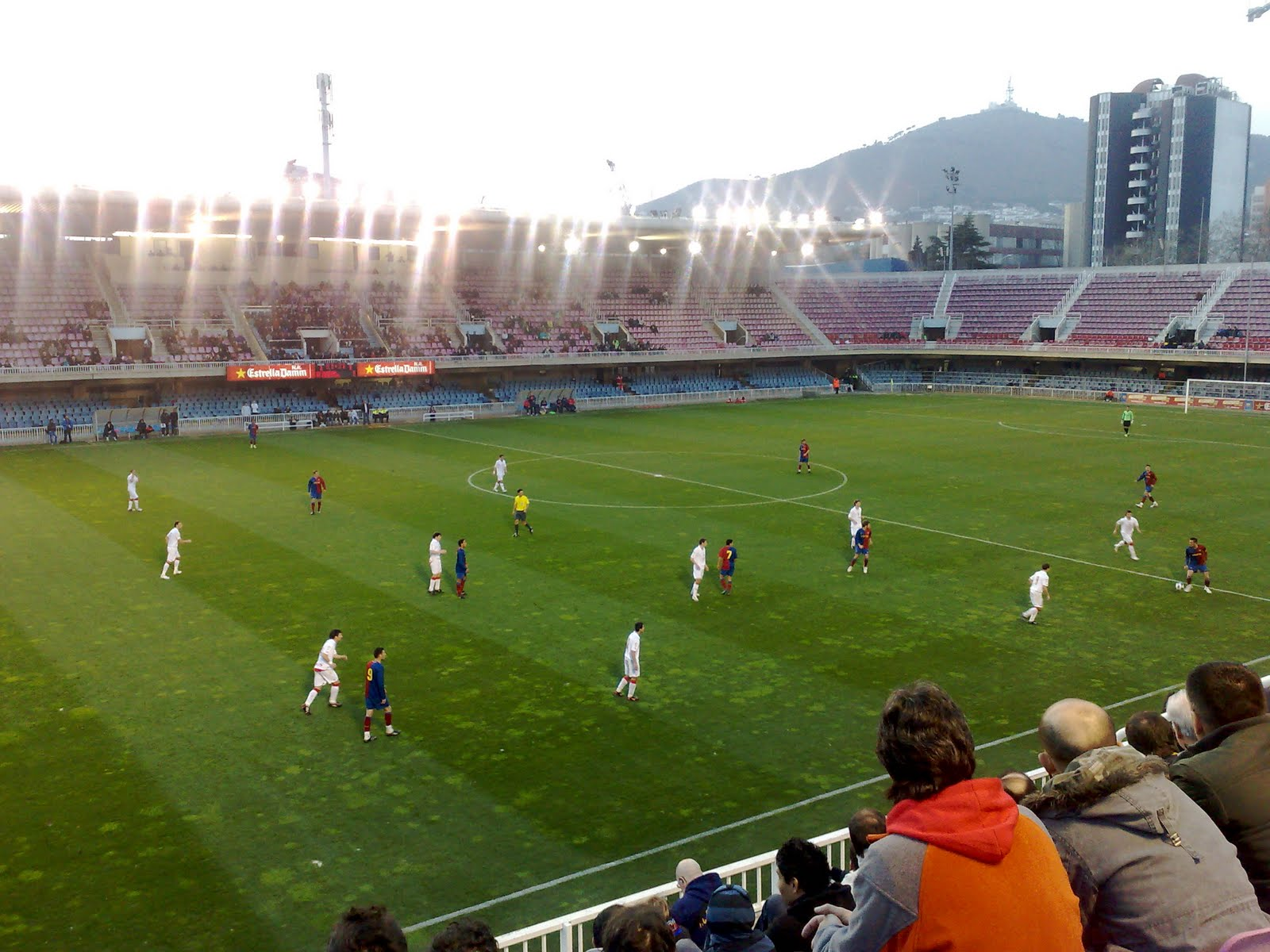
Partita del Barcellona B al Mini Estadi nella stagione 2008-2009.

La costruzione di un nuovo stadio per il calcio fu al centro dei progetti di Josep Lluís Núñez una volta che egli si insediò come presidente del Barcellona nel 1978. Fino ad allora le filiali della squadra principale erano di scena al Campo de Fabra y Coats, stadio preso in affitto nel quartiere di Sant Andreu de Palomar. Il 24 luglio 1979 l'assemblea dei soci del FC Barcelona diede il placet alla costruzione del Mini Estadi e della residenza calcistica La Masia. Come sito fu scelta la zona vicina al Camp Nou, un terreno che già era sede di campi di allenamento per le sezioni di atletica, pallamano, hockey e rugby del club catalano.
Il Mini Estadi, progettato dall'architetto catalano Josep Casals e dal geometra Ramon Domènech, fu realizzato parallelamente alle opere di ampliamento del Camp Nou. Il nuovo impianto vide la luce dopo soli nove mesi dall'inizio dei lavori, condotti dall'impresa Fomento de Obras y Construcciones per un investimento di 270 milioni di pesetas, con 450 milioni di ferro e 8 500 metri cubi di calcestruzzo impiegati.
Lo stadio fu inaugurato il 23 settembre 1982, alla vigilia della festa della Merced, patrona di Barcellona, appena un mese dopo l'inaugurazione del rinnovato Camp Nou. A inaugurare lo stadio fu un'amichevole tra due squadre composte da calciatori del Barcellona, in cui figurava Diego Armando Maradona (acquistato appena qualche mese prima). Il campione argentino fu sostituito a pochi minuti dalla fine dell'incontro da un 14enne, Guillermo Amor, poi divenuto una bandiera della prima squadra.
Al Mini Estadi ha giocato regolarmente la cantera del Barcellona, comprendente molti giocatori poi diventati elementi cardine della prima squadra. 
Il 5 maggio 1998 ospitò la finale di Copa Catalunya tra Barcellona e il CE Europa, vincitore ai tiri di rigore. 
Tra il 2002 e il 2003 l'impianto ospitò le partite di football americano del Barcelona Dragons, mentre dal 2003 fu sede di alcune partite ufficiali della nazionale andorrana di calcio.
Come il Camp Nou, anche il Mini Estadi è stato spesso teatro di concerti: vi si sono esibite star come Elton John, Queen e David Bowie.
Al termine della stagione agonistica 2018-2019, il Mini Estadi fu demolito per fare posto allo stadio Johan Cruijff.